# Gaara
Gaara (japonsky 我愛羅, jméno znamená doslova pouštní démon milující sám sebe) je fiktivní postava v manze a anime Naruto, jejímž autorem je Masaši Kišimoto. Je nejdříve v příběhu představen jako záporná postava, ale později se z něj stává kladná postava. Gaara je džinčúrikim jednoocasého démona, kterého do něj při Gaarově narození nechal zapečetit jeho otec, čtvrtý kazekage, aby z Gaary vytvořil mocnou zbraň, jíž by mohl použít proti nepřátelským vesnicím. Staršími sourozenci Gaary jsou Temari a Kankuró.
Jeho celé jméno zní Sabaku no Gaara (japonsky 砂瀑の我愛羅), které se dá přeložit jako Pouštní Gaara či Gaara písečných vodopádů. Znak kandži, který má Gaara vytetovaný na čele, znamená láska (愛, japonsky ai) a odkazuje k významu jeho jména – démon milující sám sebe.